# فيكتور فيشر
فيكتور غوريدسن فيشر (بالدنماركية: Viktor Fischer)‏ وهو لاعب كُرة قدم دنماركي ولد في يوم 9 يونيو 1994 في مدينة آرهوس في الدنمارك وهو يلعب في مركز الظهير الأيسر ويلعب حالياً مع نادي أياكس أمستردام في هولندا كما سبق له اللعب مع نادي ميدتييلاند وآرهوس جمناستيك فورينينغ وفيبي في الدنمارك، كما لعب مع منتخب الدنمارك لكرة القدم ويبلغ طوله 180 سم.

## وصلات خارجية
- فيكتور فيشر على موقع الاتحاد الأوربي (الإنجليزية)
- فيكتور فيشر على موقع قاعدة بيانات كرة القدم.إي يو (الإنجليزية)
- فيكتور فيشر على موقع ناشيونال فوتبول تيمز (الإنجليزية)
- فيكتور فيشر على موقع Soccerbase.com (لاعب) (الإنجليزية)
- فيكتور فيشر على موقع Soccerway.com (الإنجليزية)
- فيكتور فيشر على موقع عالم كرة القدم.نت (الإنجليزية)
- فيكتور فيشر على موقع AS.com (الإسبانية)